# Harry Collett
Harry Collet (Londen, 17 januari 2004) is een Britse acteur. Hij is vooral bekend van zijn hoofdrol in de HBO Max-serie House of the Dragon. Daarnaast had hij een bijrol in de BBC serie Casualty, en een rol in de film Dolittle.

## Carrière
Harry Collet werd geboren op 17 januari 2004 in Londen, Verenigd Koninkrijk. Hij studeerde eveneens in Londen.
Collet begon zijn acteercarrière als musicalacteur in de musical Billy Elliot. Hij speelde eerst vooral in kleine rollen waaronder in een aflevering van Casualty. Daarnaast had hij een kleine rol in Dunkirk. Collet's eerste grot rol was in Dolittle, een avonturenfilm met Robert Downey jr.. Daarna werd hij gecast in de serie House of the Dragon, een spin-off van de bekende serie Game of Thrones. Hierin speelt hij prins Jacaerys "Jace" Velaryon al vanaf het eerste seizoen.